# Elżbieta Moniuszko-Nawroczyńska
Elżbieta Moniuszko-Nawroczyńska (ur. 1841 w Wilnie, zm. 15 października 1891 w Warszawie) – polska graficzka, rysowniczka, malarka i pedagożka, założycielka Szkoły i Zakładu Drzeworytniczego w Warszawie dla dziewcząt, działaczka na rzecz emancypacji kobiet.

## Życiorys
Najstarsza z dziesięciorga dzieci Aleksandry Müller i Stanisława Moniuszki, siostra Jana Czesława Moniuszki. W 1858 roku wraz z rodziną przeniosła się z Wilna do Warszawy. Początkowo uczyła się rysunku od dziadka, Czesława Moniuszki, później pobierała prywatne lekcje od Feliksa Brzozowskiego oraz Franciszka Tegazzo, co pozwoliło jej uzyskać patent nauczycielki rysunku i malarstwa w warszawskiej Szkole Sztuk Pięknych. Następnie uczyła się drzeworytnictwa u Jana Styfiego i Kazimierza Krzyżanowskiego, we współpracy z którym 1 lipca 1866 roku, otworzyła w mieszkaniu rodziców szkołę drzeworytnictwa, przeznaczoną dla dziewcząt. W lutym 1867 roku wyszła za mąż za Władysława Nawroczyńskiego. Zmarła 15 października 1891 roku w Warszawie, w wieku 50 lat, została pochowana na Cmentarzu Powązkowskim.

## Twórczość

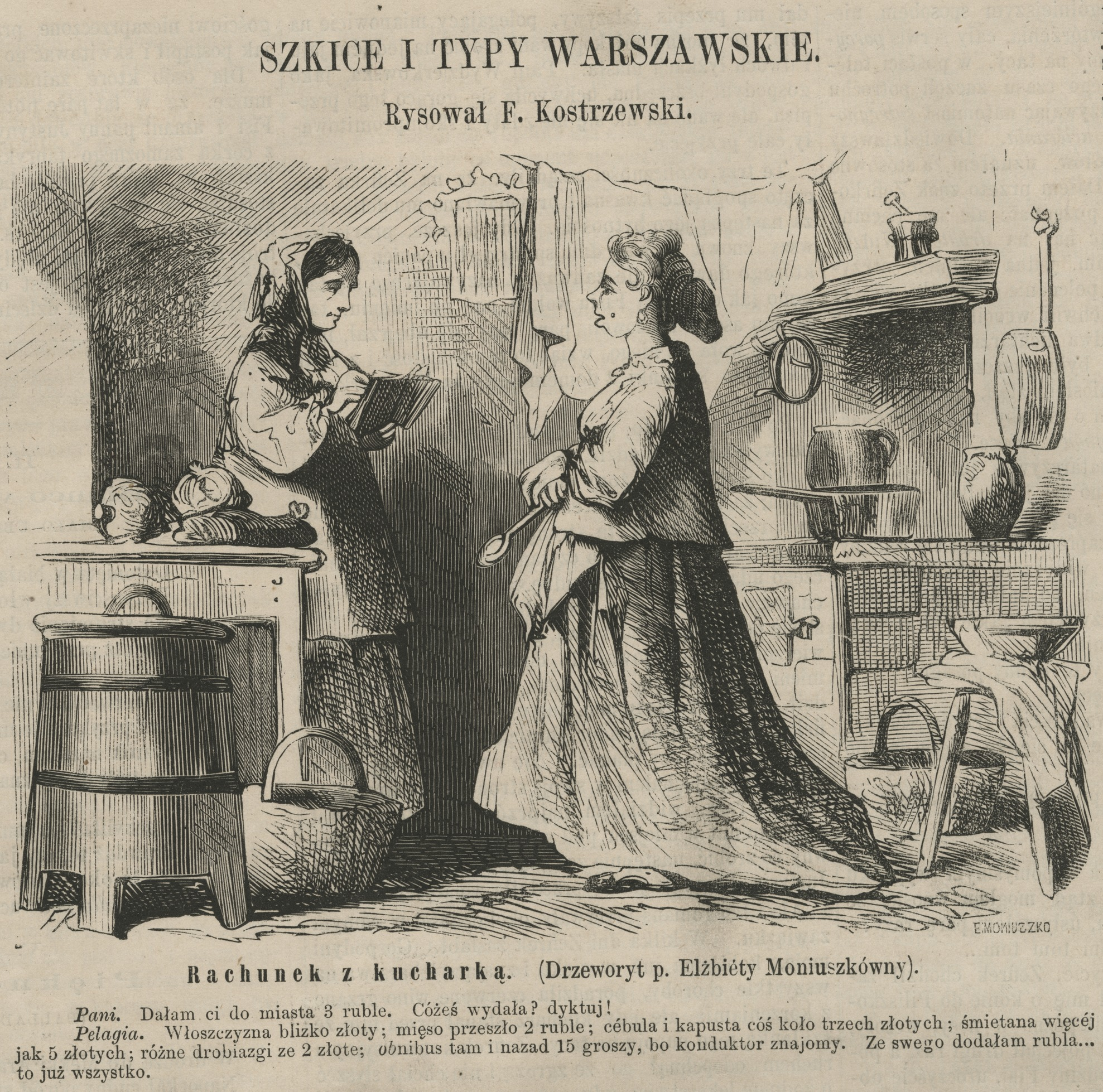
Drzeworyt Rachunek z kucharką, „Tygodnik Ilustrowany”, 1866

Znanych jest stosunkowo niewiele dzieł Elżbiety Moniuszko-Nawroczyńskiej. Około roku 1861 powstały malarskie portrety jej sióstr, Jadwigi i Zofii. Drzeworyty jej autorstwa, przedstawiające głównie sceny rodzajowe, były publikowane w „Opiekunie Domowym”, „Kłosach” oraz „Tygodniku Ilustrowanym” – m.in. Na targu, Rachunek z kucharką, W chacie kowala, Wdowa – oraz funkcjonowały jako samodzielne odbitki. Po 1866 roku w powyższych czasopismach publikowano także grafiki uczennic Elżbiety Moniuszko – Józefy Kleczeńskiej, Julii Werner oraz Izabeli Czaplickiej. O Szkole i Zakładzie Drzeworytniczym pisano w „Kurierze Warszawskim”: 
Pół roku zaledwie upływa, jak ten zakład otwarty został, a już pomimo trudności, jakie nauka drzeworytnictwa, w pierwszych zwłaszcza swoich początkach, dla silniejszych nawet rąk męzkich przedstawia, zadziwiający postęp młodych uczennic, jest dostatecznym dowodem równie gorliwej jak wytrwałej pracy, i to nie tylko ich samych, ale i Szanownej Przewodniczki, która nie w widokach materjalnej korzyści, lecz naprzód z zamiłowania sztuki, a potem z chęci stania się użyteczną swoim współrodaczkom, pierwsza powzięła myśl utworzenia tego zakładu, na wzór zagranicznych, i przyjęła na siebie mozolny trud nauczycielstwa, a to za wynagrodzeniem tak małem, iż na nazwę nawet wynagrodzenia zasługiwać nie może. Za lekcję albowiem, za którą zazwyczaj płaci się najmniej po rublu, w zakładzie tym uczennice płacą tylko po kopiejek 10. 
Już w trzy miesiące po otwarciu szkoły w 1866 roku nauczano w niej rysunku perspektywicznego i technicznego oraz drzeworytnictwa 14 dziewcząt, pochodzących głównie z ubogich rodzin.